# Избранный вице-президент США
Избранный вице-президент США (англ. Vice President-elect of the United States, дословно — «избранный вице-президентом США») — кандидат, который победил на выборах вице-президента Соединённых Штатов в рамках президентских выборов, но ожидает инаугурации, чтобы вступить в должность.
В Конституции США нет чёткого указания на то, когда это лицо фактически становится избранным вице-президентом, хотя в Двадцатой поправке используется термин «избранный вице-президент», что дает ему конституционное обоснование.
Этот термин соответствует термину «избранный президент США», используемому для обозначения лиц, избранных президентом Соединенных Штатов на один и тот же период между их избранием и инаугурацией.
Действующих вице-президентов, которые были переизбраны на второй срок, как правило, не называют избранными вице-президентами, поскольку они уже находятся на своём посту и не ждут его занятия.